# ずみを
（ずみを、1995年4月26日-）は、日本の女性シンガーソングライター（ひきこもりりっくシンガーソングライター）。ギターの弾き語りスタイルで主に都内ライブハウスにて活動している。また、イラスト作成が特技であり、CDジャケットやパラパラ漫画でのMV製作も自身で手掛ける。TOKYO CALLING 2021では特別賞（Adm賞、テレビ東京ミュージック賞）を受賞している。

## 来歴
1995年4月26日　栃木県にて生まれる。その後、地元の大学に進学しギターを始めるようになり、作詞作曲をするようになる。
2017年　都内を拠点にライブ活動を開始。
2018年　大学の卒業とともに上京し路上ライブを行うようになる。また、都内ライブハウス（渋谷gee-ge、池袋Adm、高円寺U-hA、下北沢ろくでもない夜、下北沢モナレコード、など）を中心に活動し現在に至る。
2019年8月24日　渋谷gee-ge.でワンマンライブ「夜は、息ができる」を開催した。
2020年6月26日　東京都が実施した「アートにエールを！東京プロジェクト」に作品「女の子だもん」を投稿する。
2020年10月　Eggs（エッグス）のマンスリープッシュのアーティストに選定される。
2021年8月16日　株式会社ポインティが実施する純猥談に作品「バカみたいでさ - 純猥談 feat.ずみを (Lyric Video)」を提供する。
2021年9月4日　TOKYO CALLING 2021で特別賞（Adm賞、テレビ東京ミュージック賞）を受賞。
2021年9月28日　TOKYO CALLING 2021の模様が放映され地上波に初登場したが、本人はテレビを持っていないため確認できなかった。
2021年10月20日　株式会社ポインティが実施する純猥談に作品「好きじゃないから、そんな顔しないでよ - 純猥談 feat.ずみを (Lyric Video)」を提供する。
2021年11月　MV「すっぴん」は11月15日～11月21日の期間に渋谷スクランブル交差点、センター街、ほかの９か所のビジョンで流れた。
2021年12月　MV「すっぴん」はカラオケ店BanBanの店内モニターのBGMとして流れた。
2022年1月　MV「すっぴん」が再び1月28日～2月3日まで渋谷および大阪で流れた。この一連の広告放映はTOKYO CALLINGオーディションの特別賞として実施された。

## 人物・エピソード
- 実家は栃木県の田舎であり、電車もバスも来ない、信号も無い、コンビニも無い小学校の同級生は５人だけとのこと[12]
- 大学2年目のとき、バイトと遊びばかりの生活に自分の将来に悩み、引きこもりがちになる[1]
- 上京前はキラキラしたイメージをもっていた東京であるが、実際にはガスは止まるし、財布も無くなり、自転車も盗まれたらしい[12]
- 路上ライブ1年間で溜めたお金で念願のギブソンJ-45を購入する[1]
- ライブのため大阪遠征をする際に財布を忘れるという失態をしたが[13]、ポケットにあった1000円の商品券と物販の売り上げでこのピンチを乗り切り[14]、無事に東京に帰ることができた

## 音源
| タイトル | あいこそ             |
| -------- | -------------------- |
| 収録曲   | 1.あいこそ           |
| 収録曲   | 2.moon               |
| 収録曲   | 3.カッちゃんとカゼ菌 |
| 収録曲   | 4.街                 |

| タイトル | 優雅な朝食       |
| -------- | ---------------- |
| 収録曲   | 1.優雅な朝食     |
| 収録曲   | 2.pink           |
| 収録曲   | 3.205            |
| 収録曲   | 4.愛すべき僕らの |

| タイトル | グラスホッパー   |
| -------- | ---------------- |
| 収録曲   | 1.グラスホッパー |
| 収録曲   | 2.ありがちな話   |
| 収録曲   | 3.ブスのブルース |
| 収録曲   | 4.すっぴん       |

| タイトル | レモン           |
| -------- | ---------------- |
| 収録曲   | 1.レモン         |
| 収録曲   | 2.マーチ         |
| 収録曲   | 3.グッバイサマー |

## MV
- すっぴん youtube 2021/10/18 公開

## 自作イラストを用いたアニメーションMV作品
1. 優雅な朝食
2. moon
3. pink
4. あいこそ
5. カッちゃんとカゼ菌